# 주즈잉
주즈잉(중국어 정체자: 朱芷瑩, 병음: Zhū Zhîyíng, 한자음: 주지영, 1982년 7월 23일 ~ )은 대만의 배우이다.

## 방송
- 신정화개
- 흑합자
- 자적시대

## 영화
- 색, 계